# Juana Camilión
Juana Camilión, född 22 mars 1999 i Mar del Plata, är en spansk basketspelare.
Juana Camilión deltog vid olympiska sommarspelen 2024 och var en del av det spanska lag som tog silver i 3x3-basket.